# I Love You (The Neighbourhood-album)
Az I Love You (stilizáltva: I Love You.) az amerikai indie rock együttes, a The Neighbourhood debütáló stúdióalbuma. Az album 2013. április 22-én jelent meg világszerte, fogadtatása meglehetősen vegyes volt.
És bár lehetne sötétebb, zordabb, vagy akár fényesebb is, az I Love You olyasvalamit ér el, amit csak kevés debütáló album tud: egy pokolian jó bemutatkozást.

## Az album dalai
| 1.    | How                             | 5:14 |
| 2.    | Afraid                          | 4:11 |
| 3.    | Everybody's Watching Me (Uh Oh) | 3:58 |
| 4.    | Sweater Weather                 | 4:00 |
| 5.    | Let It Go                       | 3:17 |
| 6.    | Alleyways                       | 4:27 |
| 7.    | W.D.Y.W.F.M.?                   | 4:19 |
| 8.    | Flawless                        | 4:06 |
| 9.    | Female Robbery                  | 3:29 |
| 10.   | Staying Up                      | 4:28 |
| 11.   | Float                           | 4:21 |
| 45:50 |                                 |      |

## Közreműködők
- Zach Abels – szólógitár
- Jeremy Freedman – ritmusgitár
- Mikey Margott – basszusgitár
- Jesse Rutherford  – ének
- Bryan Sammis – dob, ütőhangszerek[8]

## Helyezések és eladási adatok
| Régió                                                            | Minősítés | Eladott példányszám |
| ---------------------------------------------------------------- | --------- | ------------------- |
| Brazília (Pro-Música Brasil)                                     | arany     | 20 000‡             |
| Lengyelország (ZPAV)                                             | arany     | 10 000‡             |
| Egyesült Királyság (BPI)                                         | ezüst     | 60 000‡             |
| Egyesült Államok (RIAA)                                          | platina   | 1 000 000‡          |
| ‡ Eladási+streaming példányszámok kizárólag a minősítés alapján. |           |                     |

## Fordítás
- Ez a szócikk részben vagy egészben  az   I Love You (The Neighbourhood album) című angol Wikipédia-szócikk ezen változatának fordításán alapul.  Az eredeti cikk szerkesztőit annak laptörténete sorolja fel. Ez a jelzés csupán a megfogalmazás eredetét és a szerzői jogokat jelzi, nem szolgál a cikkben szereplő információk forrásmegjelöléseként.